# André Gauthier (homme politique, 1911-1994)
Ne doit pas être confondu avec André Gautier, député de Seine-et-Marne
André Gauthier (né le 20 février 1911 à Marcieu et mort le 14 août 1994 à La Tronche) est un homme politique et agriculteur français, connu pour avoir été député de la troisième circonscription de l'Isère pendant les deux premières législatures de la Cinquième République.